# 方世玉與胡惠乾
《方世玉与胡惠乾》（英語：The Shaolin Avengers）是1976年张彻、午马执导，倪匡编剧的香港动作剧情电影，由傅声、戚冠军等人领衔主演，该电影主要讲述为了反抗清军以及应对被清军收买的武当派，方世玉等人苦练功夫的故事。该作品根据方世玉的故事进行改编。

## 劇情簡介
清军入关后，武当门派的一些成员决定投降清军，并替清军开始清理一些武林中人。
而方世玉和胡惠乾的父母就是死在了这些武当门派的成员手中，于是他们为了报仇，决定苦练功夫。
虽说最后他们击败了杀害他们家人的仇人，但是最后方世玉却也死在了复仇途中，不仅如此，清军还因为武林门派的争斗而渔翁得利。

## 演员
- 傅声
- 蔡弘
- 梁家仁
- 江生
- 鹿峰
- 戚冠军
- 何刚
- 龙飞
- 程天赐
- 孙树培
- 陈慧楼
- 陆剑明
- 王龙威
- 卢迪

## 相關連結
- 香港影庫上《方世玉與胡惠乾》的資料（繁體中文）
- 豆瓣电影上《方世玉與胡惠乾》的資料 （简体中文）
- 互联网电影数据库（IMDb）上《方世玉與胡惠乾》的资料（英文）
- google play链接 （页面存档备份，存于）